# Santa Clara (Yarinacocha)
La comunidad nativa Santa Clara es una comunidad peruana del pueblo shipibo-conibo asentada en el distrito de Yarinacocha, provincia de Coronel Portillo en la región Ucayali.

## Historia
Fue fundada en 1986. Está articulada por una carretera y por la laguna Yarinacocha.

### Educación
Santa Clara cuenta con instituciones educativas bilingües de educación básica para inicial Centro y primaria:
- Institución Educativa 630-B[3]
- Institución Educativa 64575-B[4]

## Economía
Las principales actividades económicas en Santa Clara son la agricultura, la pesca y artesanía. La producción de alimentos tiene como principal fin la satisfacción de la demanda local pero también el mercado distrital. Cuenta con los servicios de agua entubada y electricidad, quedando pendiente la gestión de aguas servidas.

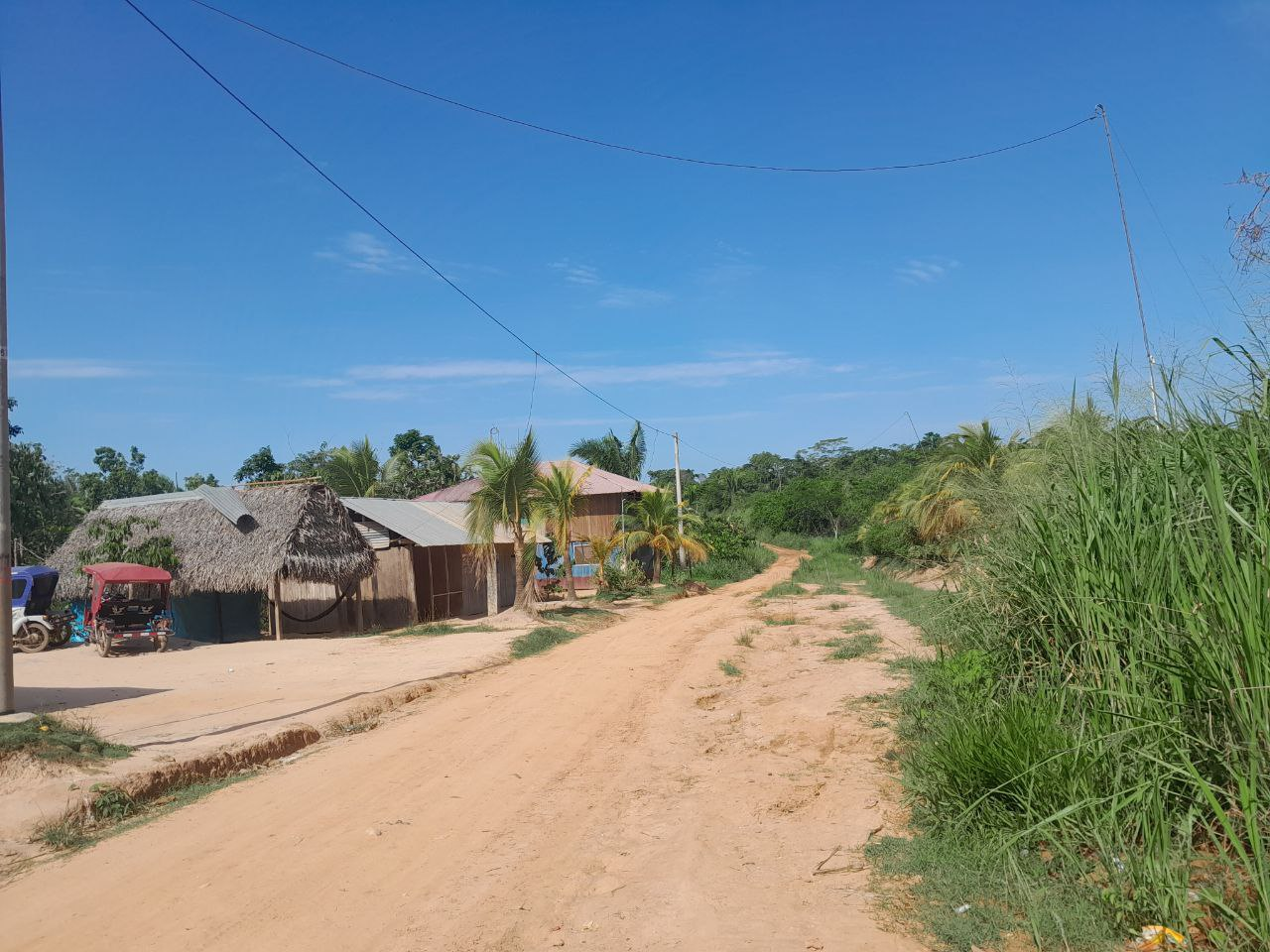

#### Lote 200
La comunidad Santa Clara se encuentra dentro del área de influencia del Proyecto de extracción de petróleo y gas Lote 200 de Perupetro.

## Cultura
La producción artística de la comunidad tiene varios representantes que han destacado a nivel nacional e internacional como el director de cine José Roque Maynas, o la pintora Chonon Bensho, entre otros.

#### Salud
En la comunidad de Santa Clara destaca por la presencia de personas expertas en la salud intercultural y en el cuidado de plantas medicinales amazónicas. La posta de salud del Ministerio de Salud que atiende a la población se encuentra en la comunidad nativa San Francisco.

## Geografía
La comunidad se ubica cerca de la laguna Yarinacocha y la quebrada Tutishcainyo.

#### Fauna y flora
Las especies animales presentes en el territorio de la comunidad son sajino, ronsoco, majaz, carachupa, añuje. Entre los pescados que se encuentran en la laguna se encuentran, boquichico, palometa, lisa, docenlla y en las piscigranjas se crían pacos, gamitana.